# Sint-Niklaas (okręg)
Sint-Niklaas (nld. Arrondissement Sint-Niklaas, fr. Arrondissement administratif de Saint-Nicolas, niem. Bezirk Sint-Niklaas) – okręg w północnej Belgii, w Regionie Flamandzkim, w prowincji Flandria Wschodnia.

## Podział administracyjny
Okręg podzielony jest na siedem gmin (nld. gemeente, fr. commmune, niem. Gemeinde), w skład których wchodzą 22 dzielnice (deelgemeente)
| - Beveren - Doel - Haasdonk (Haesdonck) - Kallo (Calloo) - Kieldrecht - Melsele - Verrebroek - Vrasene - Kruibeke - Bazel - Rupelmonde - Lokeren (Locres), miasto - Daknam - Eksaarde (Exaerde) - Sint-Gillis-Waas (Saint-Gilles-Waes) - De Klinge (La Clinge) - Meerdonk - Sint-Pauwels (Saint-Paul) - Sint-Niklaas (Saint-Nicolas), miasto - Belsele (Belcele) - Nieuwkerken-Waas - Puivelde (Puyvelde) - Sinaai (Sinay) - Stekene - Kemzeke - Temse (Tamise) - Elversele - Steendorp - Tielrode |